# Rhodamnia angustifolia
Rhodamnia angustifolia är en myrtenväxtart som beskrevs av Neil Snow och Gordon P. Guymer. Rhodamnia angustifolia ingår i släktet Rhodamnia och familjen myrtenväxter. Inga underarter finns listade i Catalogue of Life.